# Spoorbrug Kethel
De Spoorbrug Kethel in Schiedam, overspant de Poldervaart en maakt deel uit van de Spoorlijn Amsterdam - Rotterdam. De naam komt van het voormalige dorp Kethel waar de spoorbrug bij ligt. Naast de brug ligt een fiets- en voetgangersbrug, de Joppelaan, die via een tunneltje onder de brug doorgaat.

## Historie
In de 19e eeuw bevond zich hier een dubbelsporige hefbrug, ontworpen door F.W. Conrad. Het dek kon met de hand 1,5 meter omhoog worden gedraaid door middel van (schroef)vijzels. De hoogte kon beperkt blijven omdat het scheepvaartverkeer voornamelijk bestond uit trekschuiten met groenten. Van deze brug is een aquarel gemaakt door H.W. Last.

## Foto's

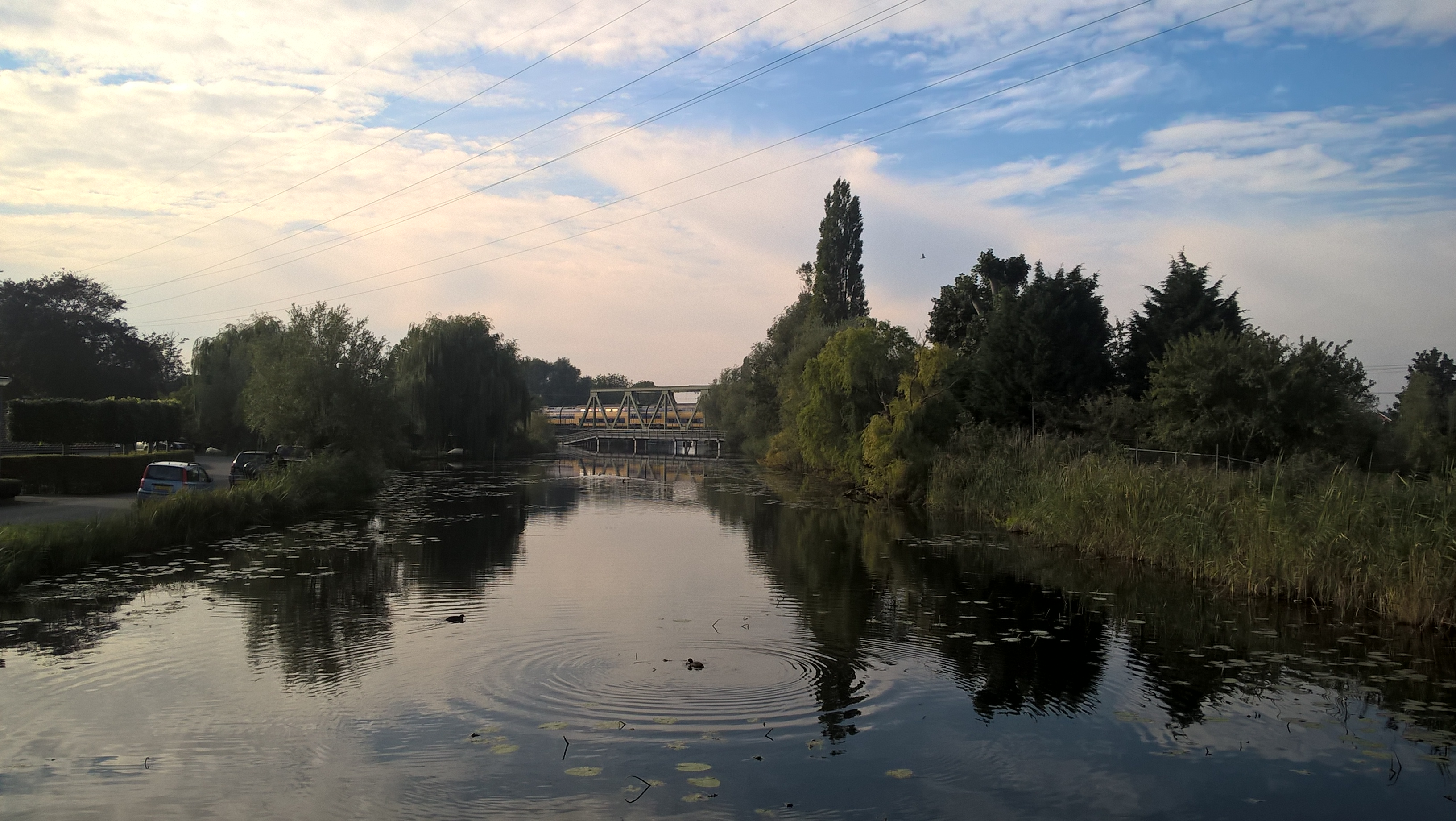
Noordkant met intercity
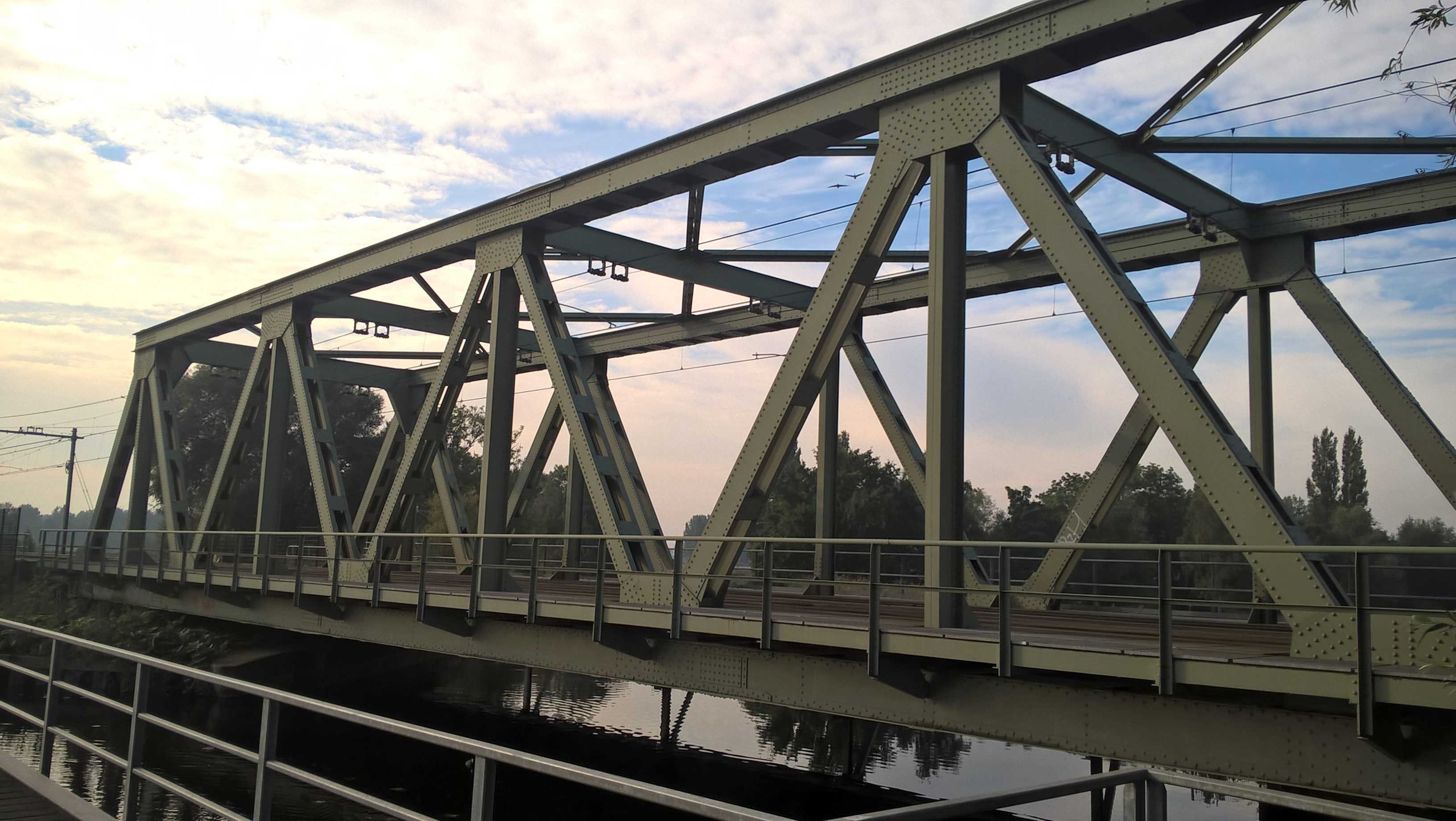
noordkant
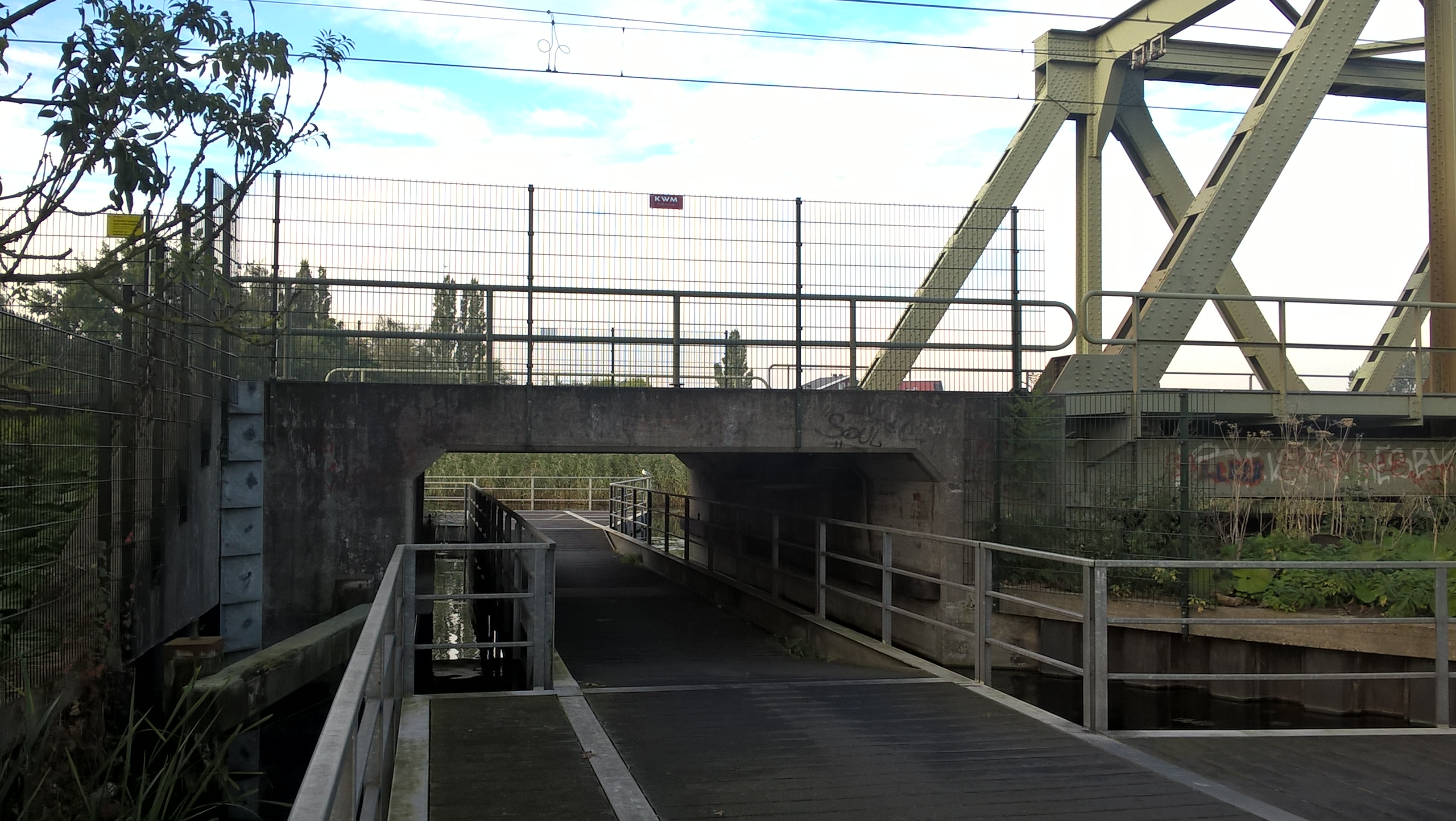
tunnel
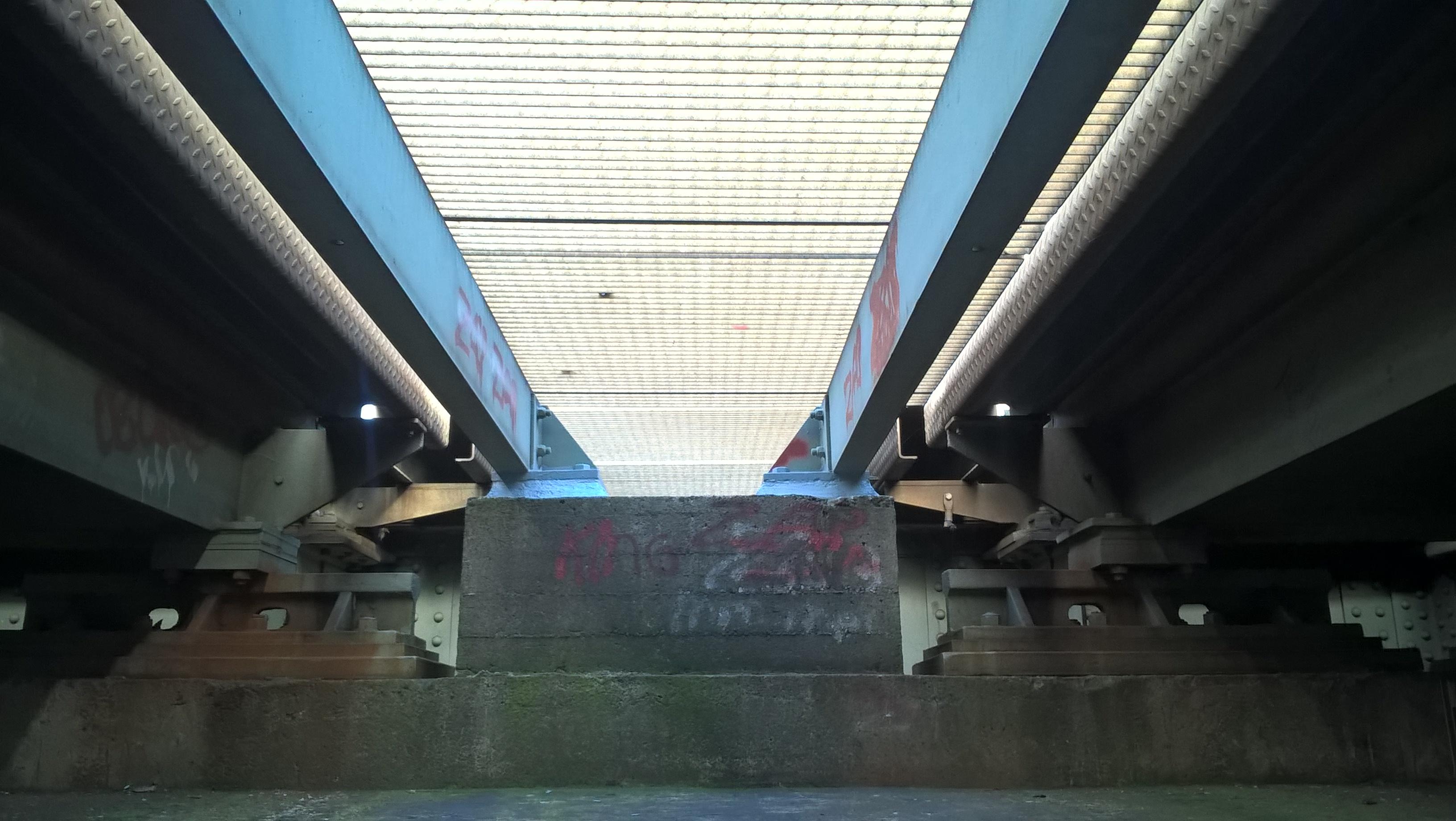
onderkant tussen sporen
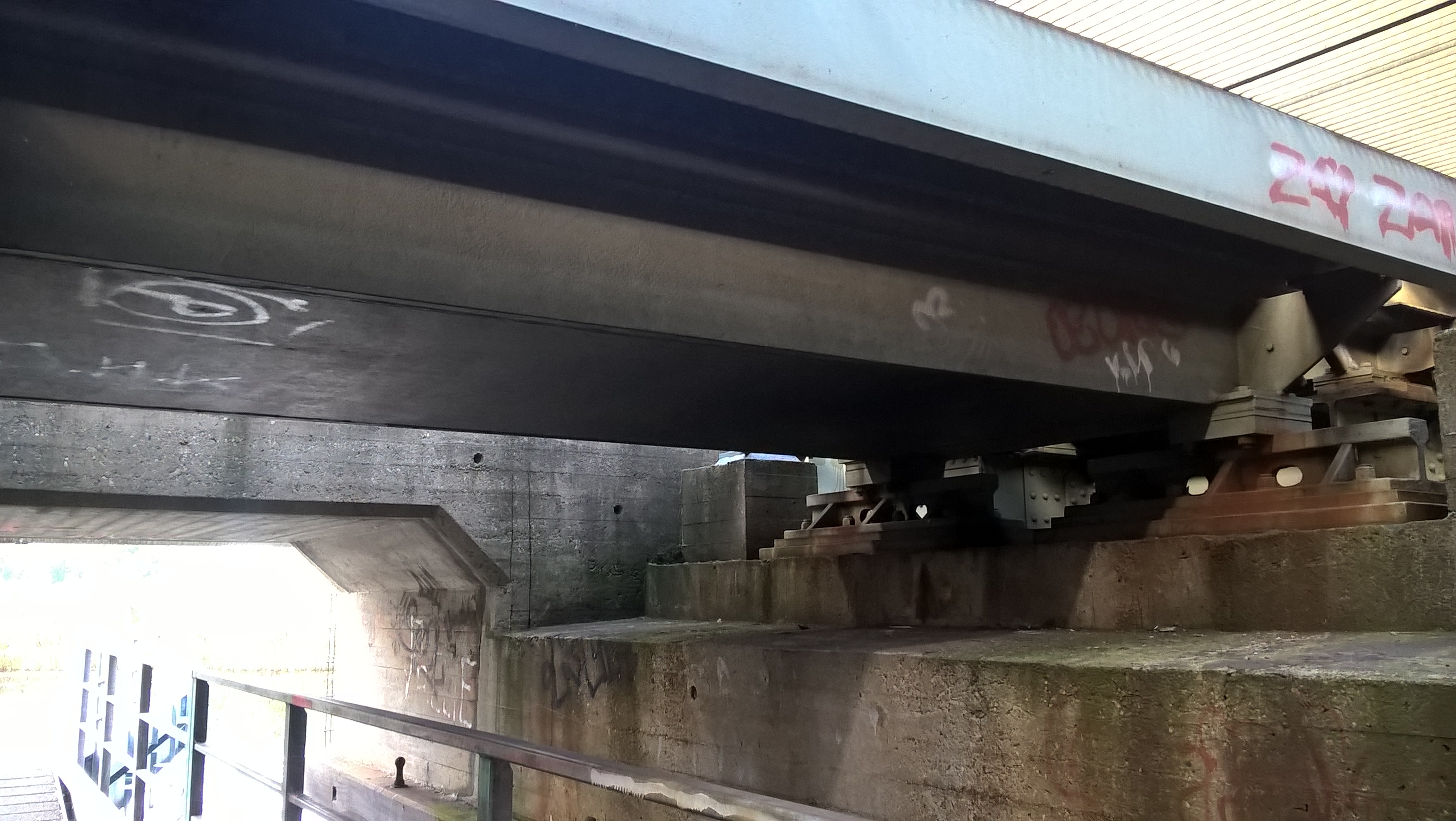
opleggingen
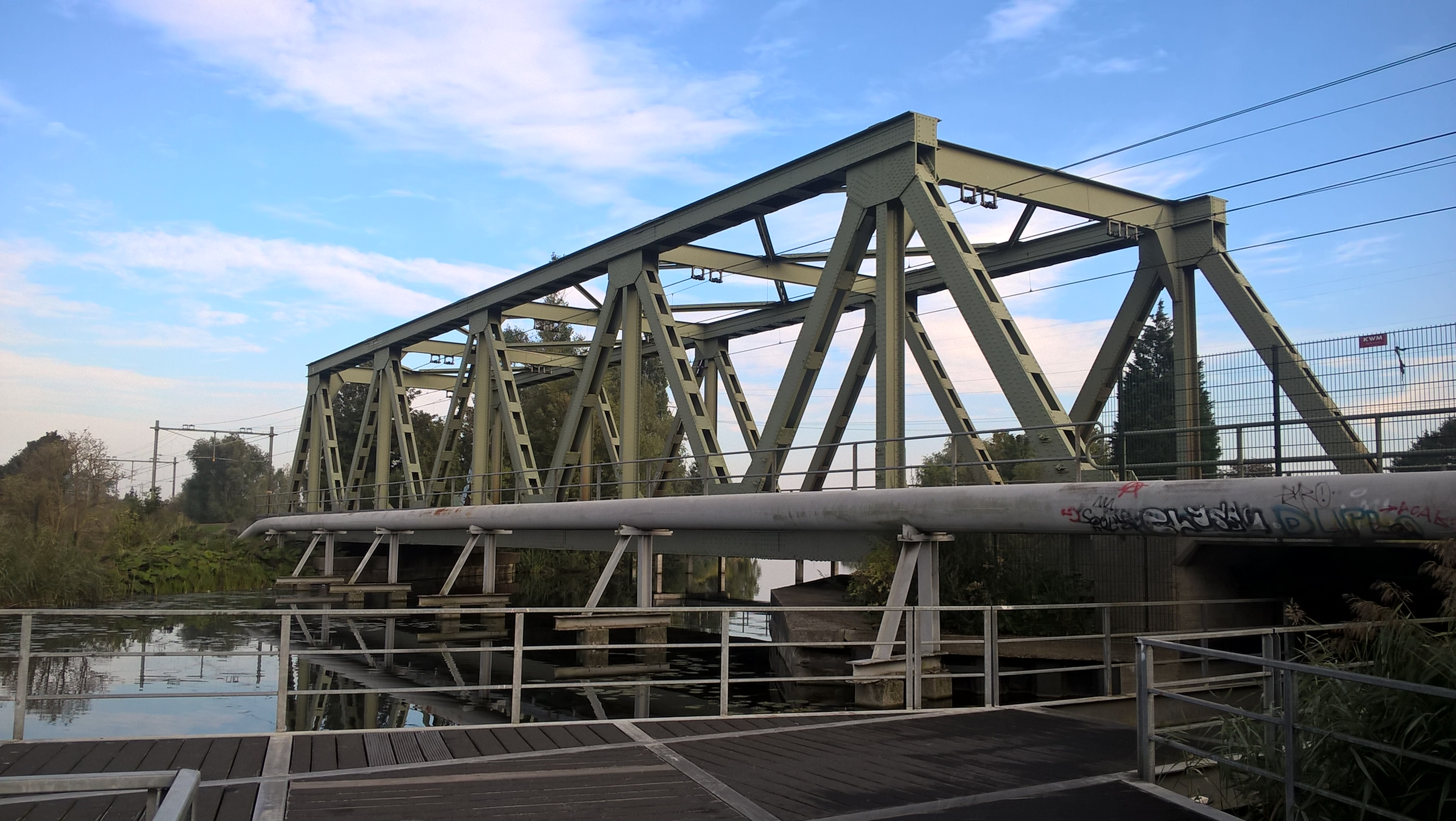
zuidkant
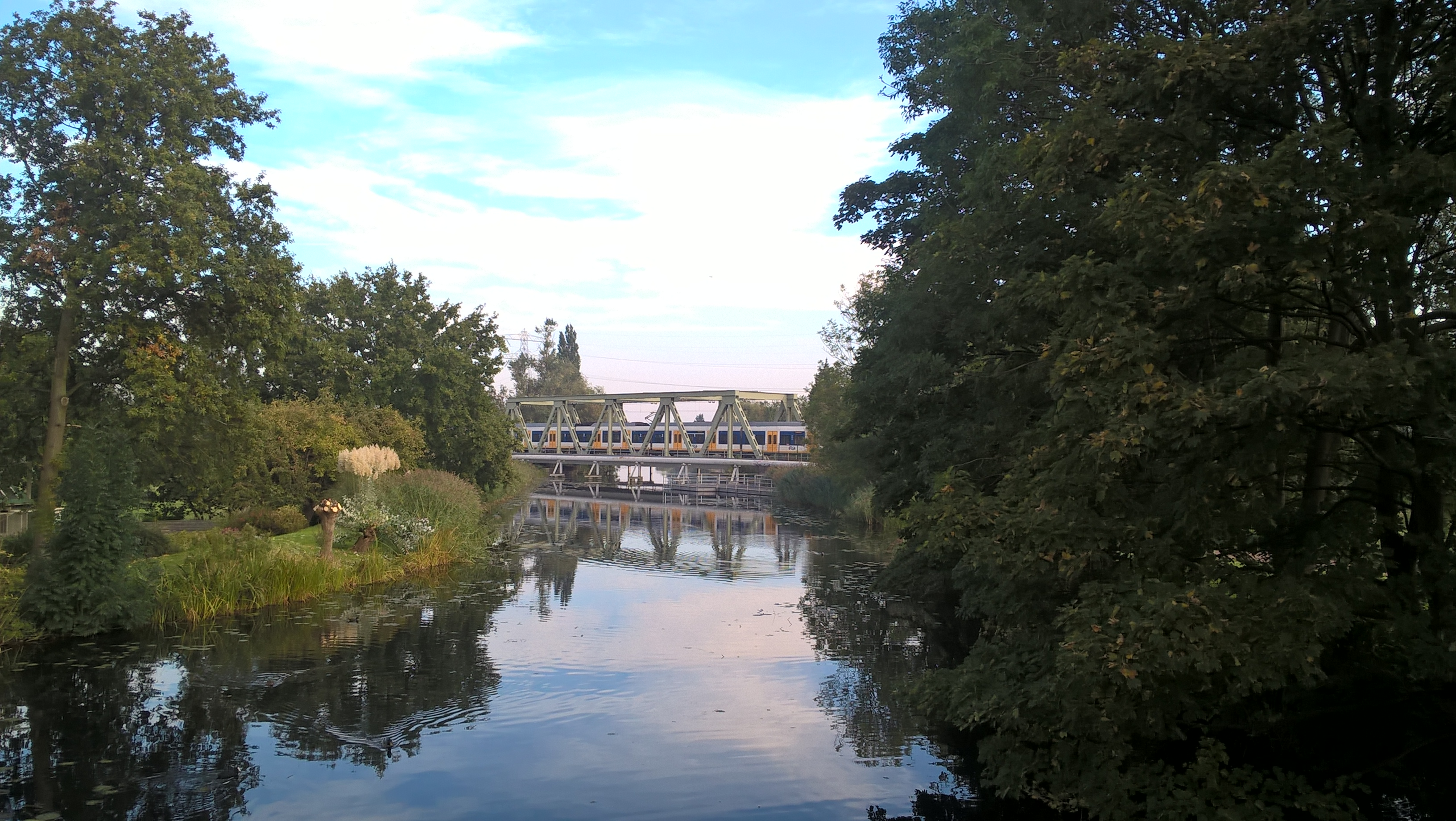
zuidkant met sprinter
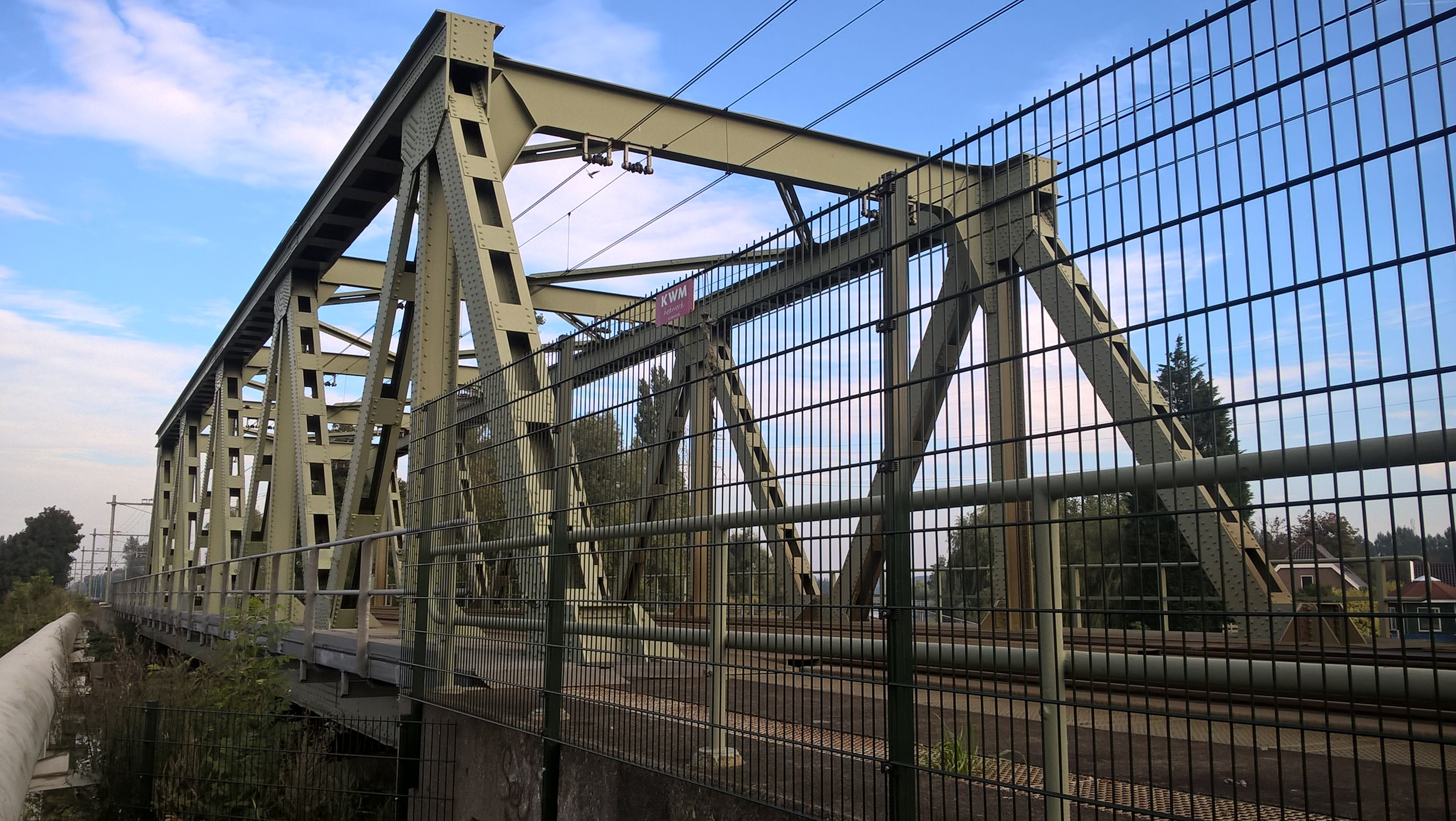
langsrichting